# Pier della Vigna

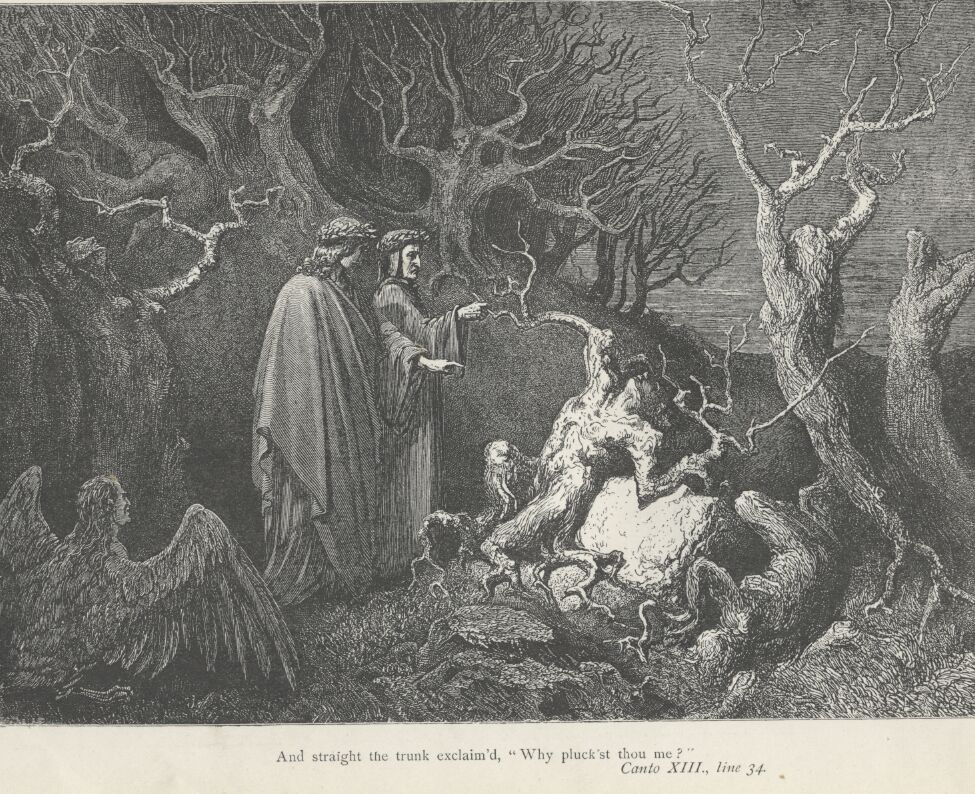
Dante y Virgilio encuentran a Pier della Vigna en la Selva de los suicidas."Divina Comedia.Infierno"

Pier della Vigna, nacido en Capua, en la provincia de Caserta de la región de la Campania, en 1190 y muerto en San Miniato, en la provincia de Pisa de la región de la Toscana, en marzo de 1249, fue un político y escritor italiano del Reino de Sicilia. 
Comenzó su carrera en el año 1220 como notario al servicio del emperador Federico II, luego de graduarse de derechos en Bolonia. En 1225 se convierte en juez de la Corte Suprema. En 1247 es nombrado Canciller y Protonotario. Se sabe que en marzo de 1249 fue arrestado en Cremona, pero no están claros los motivos -acaso era falsamente acusado de alta traición-, como tampoco están claros la razón y el lugar de su fallecimiento en ese mismo año. Dante ubica a Pier della Vigna en el canto XIII del infierno de su Divina Comedia entre los suicidas, aunque lo considera inocente de la acusación falsa de alta traición. 
Yo soy aquel que tuvo las dos llaves
del corazón de Federico, y que las giré
abriendo y cerrando tan suavemente,
(58-60, XIII, Inferno)
Por la Escuela siciliana es autor de un epistolario latino, una sátira y dos canciones en lengua vulgar. 